# Templo de Ta'er (ciudad de Suoyang)
El templo de Ta'er (en chino tradicional, 塔爾寺; en chino simplificado, 塔尔寺; literalmente, ‘templo de la pagoda’) es el nombre moderno de un templo budista en ruinas fuera de las ruinas de la ciudad de Suoyang en el condado de Guazhou, Gansu, China. Se identificó provisionalmente con el Templo del Rey Ashoka registrado en documentos históricos, que se construyó por primera vez en la dinastía Zhou del Norte (557–581) a más tardar.  Las ruinas existentes, incluyendo la principal pagoda de adobe y once más pequeñas, en su mayoría datan de la época del Imperio tangut o Xia Occidental (1038–1227). 

## Ruinas del templo

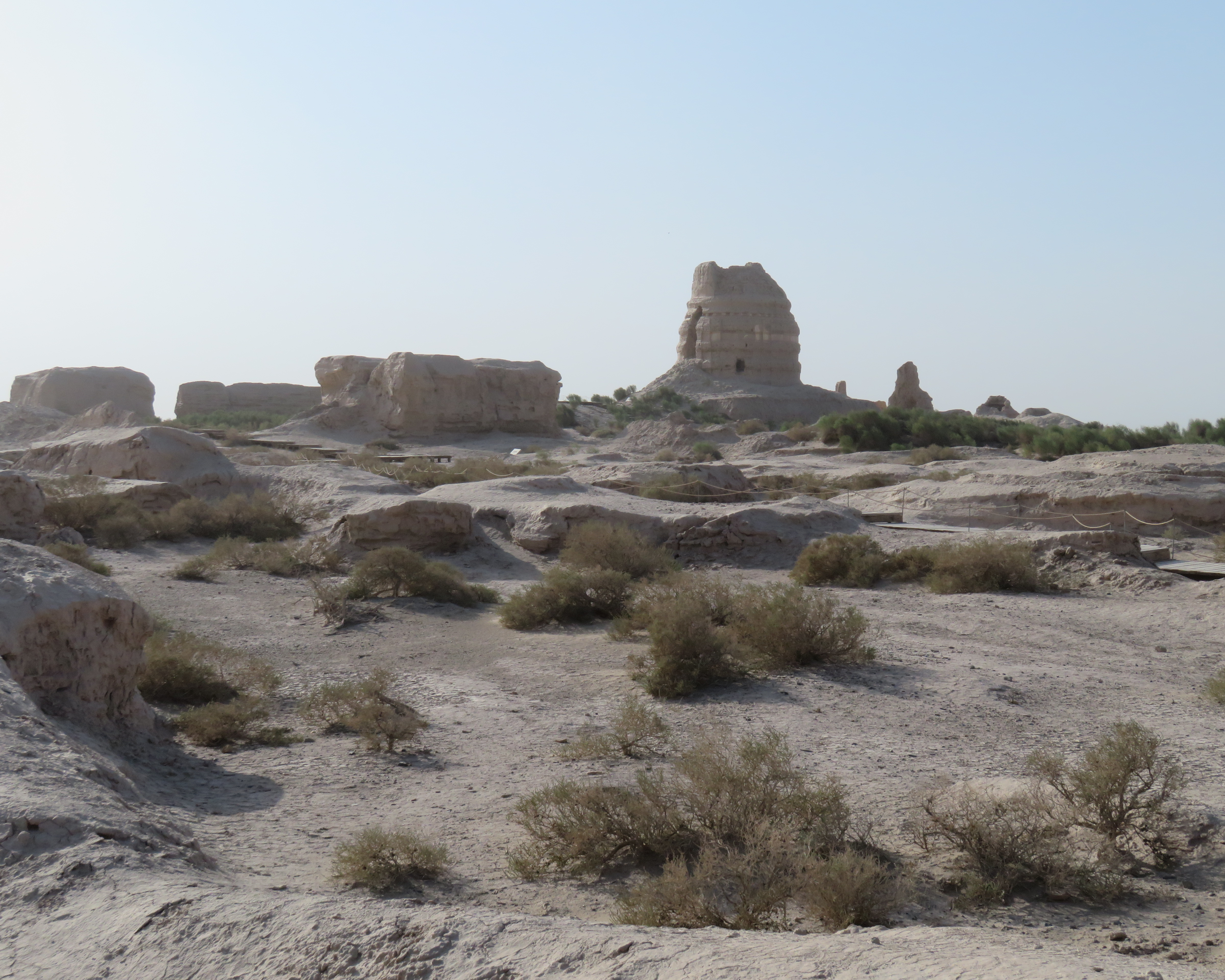
Vista de las ruinas

El templo de Ta'er se encuentra a 1 km al este de la ciudad de Suoyang, que fue la sede de la Prefectura de Guazhou en la dinastía Tang. Las ruinas del templo ocupan un área de 15,000 m² . Las restantes estructuras incluyen una pagoda principal, 11 más pequeñas, los cimientos de una torre de tambores y un campanario y barrios residenciales para monjes.
En el centro del templo se encuentra la base de un gran templo, al norte de la cual se encuentra la pagoda principal, que tiene 14,5 m de  alto.  La estructura de adobe está cubierta por una cal blanca y tiene la forma de un cuenco volcado. Al norte de la pagoda principal se encuentran los restos de otras 11 más pequeñas La mayoría de las ruinas existentes datan de la dinastía Xia Occidental, incluidas todas las pagodas.

## Historia y arqueología.

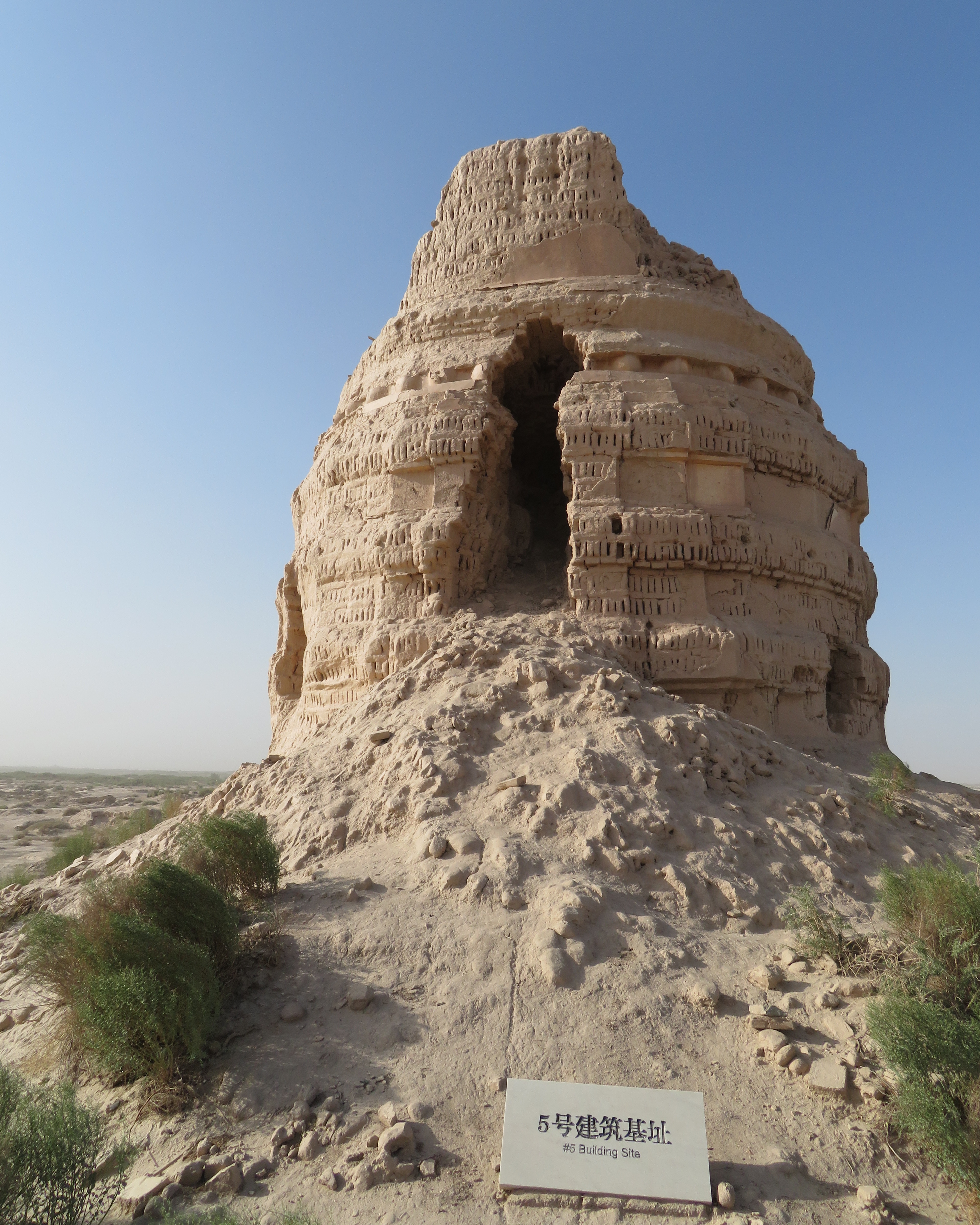
La pagoda principal

El erudito Li Zhengyu ha identificado el Templo de Ta'er con el Templo del Rey Ashoka registrado en documentos históricos. El templo del rey Ashoka ( chino: 阿育王寺); pinyin: Āyùwāng Sì) se describe como ubicado al este de la ciudad de Guazhou, que coincide con la ubicación del Templo Ta'er. Se construyó por primera vez en la dinastía Zhou del Norte a más tardar, fue destruido en la época del emperador Wu al tiempo de la supresión del budismo en el norte de Zhou y se reconstruyó en las dinastías Tang y Xia Occidental. En la cueva 16 de las cuevas de Yulin, un monje de Xia occidental llamado Huicong ( chino: 惠聰  ) del templo del Rey Ashoka dejó inscripciones que registraban su peregrinación al templo de la cueva con sus discípulos. En el 627, el monje de la dinastía Tang Xuanzang predicó en Guazhou durante más de un mes antes de partir hacia su famosa peregrinación a la India, y se cree que el Templo de Ta'er es el lugar probable de su estadía.
La publicación de la dinastía Qing New Gazetteer of Suzhou (chino: 肅州新志)  registra el descubrimiento de una estela de piedra rota en las ruinas del templo. Las ruinas de la inscripción de la estela, escritas en la caligrafía de la dinastía Tang, alababan a Zhang Yichao, quien recuperó la región de Dunhuang después de décadas de control tibetano y obtuvo una alta posición en la corte de Tang. El anverso de la estela parecía elogiar los hechos de Cao Yijin, un gobernador del Ejército Guiyi en el siglo X.
Según testigos presenciales locales, una banda de rusos llegó al sitio en la década de 1940 y abrió la pagoda principal. Encontraron numerosos sutras y pinturas en el interior y se los llevaron. Más tarde, los arqueólogos descubrieron un documento en papel en una de las pagodas más pequeñas. En él están las palabras impresas del mantra budista Om mani padme hum , en la escritura de Tangut de la Xia Occidental.
En 2014, la ciudad de Suoyang y sus ruinas asociadas fueron inscritas en la lista de la  UNESCO de los sitios del patrimonio mundial, como parte de la Ruta de la Seda: La Red de Rutas del Corredor Chang'an-Tianshan.